# Pier Luigi Masoni
Pier Luigi Masoni (Empoli, 5 agosto 1946) è un ex calciatore italiano, di ruolo portiere.

## Carriera
Cresciuto nelle giovanili dell'Empoli, viene acquistato dalla Lazio nella stagione 1963-1964 insieme alla mezzala Pelagotti e aggregato alla squadra Primavera. Nell'annata 1964-1965 difende la porta della squadra De Martino ed è in pratica il terzo portiere biancoceleste alle spalle di Cei e Gori. La stagione successiva viene ceduto alla Massese, e gioca in seguito con Lucchese e Ascoli.
Con i marchigiani disputa 3 partite in Serie A e 19 in Serie B, contribuendo in quest'ultimo caso, con 8 presenze all'attivo nel campionato 1973-1974, alla prima promozione in massima serie dei bianconeri. Nelle Marche è inoltre protagonista di un episodio rimasto famoso nella storia del calcio italiano: durante una partita contro il Bologna nel torneo 1974-1975, è a difesa della porta ascolana quando un gol di Giuseppe Savoldi non viene concesso per l'intervento di un raccattapalle che, da dietro la rete, respinge volontariamente la palla in campo dopo che la stessa aveva già varcato la linea di porta.

## Palmarès
- Campionato italiano Serie D: 1

Lucchese: 1968-1969 (girone E)
- Campionato italiano Serie C: 1

Ascoli: 1971-1972 (girone B)